# Canton de Villedieu-les-Poêles-Rouffigny
Le canton de Villedieu-les-Poêles-Rouffigny, précédemment appelé canton de Villedieu-les-Poêles, est une circonscription électorale française, située dans le département de la Manche et la région Normandie.
À la suite du redécoupage cantonal de 2014, les limites territoriales du canton sont remaniées. Le nombre de communes du canton passe de 10 à 29.

## Histoire
À la suite du décret du 5 mars 2020, le canton prend le nom de son bureau centralisateur, Villedieu-les-Poêles-Rouffigny.

## Représentation

### Conseillers d'arrondissement (de 1833 à 1940)
Le canton de Villedieu appartenait à l'arrondissement d'Avranches.
| Période                                  | Période | Identité                                    | Étiquette              | Qualité |
| ---------------------------------------- | ------- | ------------------------------------------- | ---------------------- | --- |
| 1833                                     | 1839    | César François Duparc-Deslandes (1760-1843) |                        | Docteur en chirurgie, maire de Villedieu (1815-1825 et 1831-1843)                                                            |
| 1839                                     | 1840    | Vicomte Pierre Bonnemains                   | Majorité ministérielle | Lieutenant-général, député de la Manche (1830-1831 et 1837-1845), élu en 1840 conseiller général du canton de La Haye-Pesnel |
| 1840                                     | 1848    | François Hervé de Saint-Germain             |                        | Maire de Saint-Senier-sous-Avranches                                                                                         |
|                                          |         |                                             |                        | |
| 1871                                     | 1880    | Jules Tétrel                                | Républicain            | Banquier, maire de Villedieu-les-Poêles (1870-1874)                                                                          |
|                                          |         |                                             |                        | |
| 1895                                     |         | M. Le Dô                                    | Républicain            | Médecin, premier adjoint au maire de Villedieu-les-Poêles                                                                    |
|                                          |         |                                             |                        | |
| 1919                                     | 1925    | M. Gosselin                                 |                        | |
| 1925                                     |         | Auguste-Victor Brasy                        |                        | Maire de La Bloutière |
|                                          | 1940    | Désiré Mauviel                              | URD-PSF                | Maire de Saultchevreuil |
| 1940                                     |         |                                             |                        | Les conseils d'arrondissement ont été suspendus par la loi du 12 octobre 1940 et n'ont jamais été réactivés                  |
| Les données manquantes sont à compléter. |         |                                             |                        | |

### Conseillers généraux de 1833 à 2015
De 1833 à 1840, les cantons de Brécey et de Villedieu avaient le même conseiller général. Le nombre de conseillers généraux était limité à 30 par département.
De 1840 à 1848, les cantons de Villedieu et de La Haye-Pesnel avaient le même conseiller général.
| Période | Période      | Identité                        | Étiquette   | Qualité |
| ------- | ------------ | ------------------------------- | ----------- | --- |
| 1833    | 1840         | Jean Leroux-Delaunay            |             | Avocat à Avranches |
| 1840    | 1848         | Vicomte Pierre de Bonnemains    |             | Général de brigade, inspecteur général de la cavalerie, député (1837-1845), Pair de France                                                                                  |
| 1848    | 1880         | François Hervé de Saint-Germain | Droite      | Propriétaire terrien, président du conseil général (1871-1880), député (1849-1876), sénateur (1876-1879), maire de Saint-Senier-sous-Avranches, conseiller d'arrondissement |
| 1880    | 1912 (décès) | Jules Tétrel                    | Républicain | Banquier, maire de Villedieu-les-Poêles (1870-1874 et 1878-1912), conseiller d'arrondissement                                                                               |
| 1913    | 1919         | Maurice Lemonnier               | Rad.        | Médecin, maire de Villedieu-les-Poêles |
| 1919    | 1928         | Georges Heslouis                | RG          | Notaire à Villedieu-les-Poêles |
| 1928    | 1931 (décès) | Ernest Dufour                   |             | Instituteur, maire de Villedieu-les-Poêles |
| 1932    | 1940         | Georges Heslouis                | RG          | Notaire à Villedieu-les-Poêles |
|         |              |                                 |             | |
| 1945    | 1949         | Georges Rachine                 | Rad.        | Agriculteur à Villedieu-les-Poêles |
| 1949    | 1967         | René Quintin                    | DVD         | Industriel, maire de Villedieu-les-Poêles (1945-1959) |
| 1967    | 1992         | Jean-Louis Bougourd             | DVD         | Médecin, maire de Villedieu-les-Poêles (1967-1989) |
| 1992    | 1998         | Jean Sesboüé                    | DVD         | Médecin, ancien adjoint au maire de Villedieu-les-Poêles |
| 1998    | 2015         | Jean-Yves Guillou               | DVD         | Chef d'entreprise, adjoint au maire de Villedieu-les-Poêles, vice-président du conseil général                                                                              |

Le canton participe à l'élection du député de la première circonscription de la Manche, avant et après le redécoupage des circonscriptions pour 2012.

### Conseillers départementaux à partir de 2015
| Période élective | Période élective | Mandat | Mandat   | Identité        | Nuance | Nuance | Qualité |
| ---------------- | ---------------- | ------ | -------- | --------------- | ------ | ------ | --- |
| 2015             | 2021             | 2015   | 2021     | Philippe Bas    |        | LR     | Conseiller d'État Premier adjoint au maire de Saint-Pois Sénateur de la Manche (depuis 2011) Ancien conseiller général du canton de Saint-Pois (2008-2015) |
| 2015             | 2021             | 2015   | 2021     | Martine Lemoine |        | DVD    | Professeur retraitée Conseillère municipale de Villedieu-les-Poêles                                                                                        |
| 2021             | 2028             | 2021   | 2025     | Philippe Bas    |        | LR     | Sénateur de la Manche Conseiller municipal de Saint-Pois                                                                                                   |
| 2021             | 2028             | 2021   | en cours | Martine Lemoine |        | DVD    | Conseillère municipale de Villedieu-les-Poêles-Rouffigny                                                                                                   |
| 2021             | 2028             | 2025   | en cours | Charly Varin    |        | DVD    | Maire de Percy-en-Normandie, président de la communauté de communes Villedieu Intercom                                                                     |

### Résultats détaillés

#### Élections de mars 2015
À l'issue du 1er tour des élections départementales de 2015, deux binômes sont en ballottage : Philippe Bas et Martine Lemoine (Union de la Droite, 47,79 %) et Catherine Durand et Jacky Ledormeur (FN, 22,78 %). Le taux de participation est de 53,92 % (6 319 votants sur 11 719 inscrits) contre 50,67 % au niveau départemental et 50,17 % au niveau national.
Au second tour, Philippe Bas et Martine Lemoine (Union de la Droite) sont élus avec 72,36 % des suffrages exprimés et un taux de participation de 53,17 % (3 909 voix pour 6 228 votants et 11 713 inscrits)

#### Élections de juin 2021
Le premier tour des élections départementales de 2021 est marqué par un très faible taux de participation (33,26 % au niveau national). Dans le canton de Villedieu-les-Poêles-Rouffigny, ce taux de participation est de 33,2 % (3 802 votants sur 11 452 inscrits) contre 32,67 % au niveau départemental. À l'issue de ce premier tour, deux binômes sont en ballottage : Philippe Bas et Martine Lemoine (DVD, 66,33 %) et Emile Constant et France Polette (DVG, 18,72 %).
Le second tour des élections est marqué une nouvelle fois par une abstention massive équivalente au premier tour. Les taux de participation sont de 34,36 % au niveau national, 32,63 % dans le département et 32,61 % dans le canton de Villedieu-les-Poêles-Rouffigny. Philippe Bas et Martine Lemoine (DVD) sont élus avec 77,32 % des suffrages exprimés (2 721 voix pour 3 735 votants et 11 453 inscrits),,. 

## Composition

### Composition avant 2015

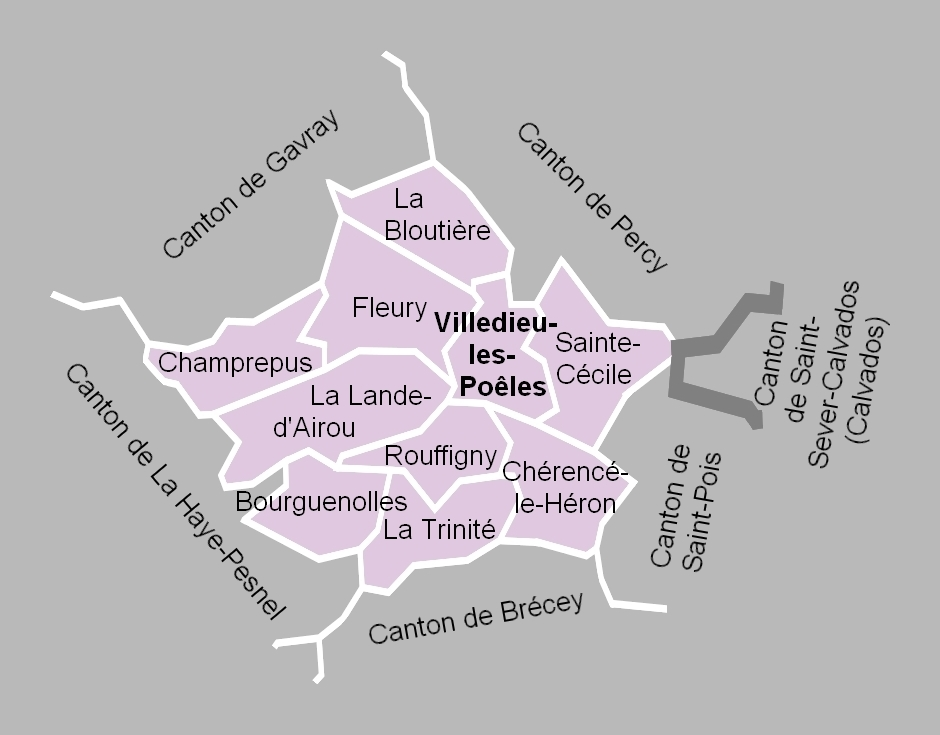
La carte des communes du canton. Les cantons limitrophes étaient ceux de Gavray, de Percy, de Saint-Sever-Calvados, de Saint-Pois, de Brécey et de La Haye-Pesnel.

Situation de l'ancien territoire du canton dans l'arrondissement de Saint-Lô.

Le canton de Villedieu-les-Poêles regroupait dix communes.
| Nom                              | Code Insee | Codepostal | Superficie (km2) | Population (dernière pop. légale) | Densité (hab./km2) |
| -------------------------------- | ---------- | ---------- | ---------------- | --------------------------------- | ------------------ |
| Villedieu-les-Poêles (chef-lieu) | 50639      | 50800      | 8,05             | 3 882 (2009)                      | 482                |
| La Bloutière                     | 50060      | 50800      | 9,31             | 411 (2012)                        | 44                 |
| Bourguenolles                    | 50069      | 50800      | 7,65             | 335 (2012)                        | 44                 |
| Champrepus                       | 50118      | 50800      | 9,12             | 318 (2012)                        | 35                 |
| Chérencé-le-Héron                | 50130      | 50800      | 9,54             | 382 (2012)                        | 40                 |
| Fleury                           | 50185      | 50800      | 12,60            | 1 005 (2012)                      | 80                 |
| La Lande-d'Airou                 | 50262      | 50800      | 15,10            | 503 (2012)                        | 33                 |
| Rouffigny                        | 50440      | 50800      | 6,72             | 313 (2009)                        | 47                 |
| Sainte-Cécile                    | 50453      | 50800      | 11,29            | 819 (2012)                        | 73                 |
| La Trinité                       | 50607      | 50800      | 9,16             | 394 (2012)                        | 43                 |

À la suite du redécoupage des cantons pour 2015, toutes les communes sont rattachées au nouveau canton de Villedieu-les-Poêles auquel s'ajoutent les douze communes du canton de Percy, une commune du canton de La Haye-Pesnel et six du canton de Saint-Pois.

#### Anciennes communes
Les anciennes communes suivantes étaient incluses dans le territoire du canton de Villedieu-les-Poêles antérieur à 2015 :
- Saint-Pierre-du-Tronchet, partagée en 1836 entre Saultchevreuil (qui prend le nom de Saultchevreuil-du-Tronchet) et Villedieu.
- Saultchevreuil-du-Tronchet, absorbée en 1964 par Villedieu-les-Poêles.

### Composition après 2015
Lors du redécoupage de 2014, le canton de Villedieu-les-Poêles comprenait vingt-neuf communes entières.
À la suite de la création au 1er janvier 2016 des communes nouvelles de Villedieu-les-Poêles-Rouffigny et de Percy-en-Normandie, le canton comprend désormais vingt-sept communes entières.
| Nom                                                    | Code Insee | Intercommunalité      | Superficie (km2) | Population (dernière pop. légale) | Densité (hab./km2) | Modifier                                    |
| ------------------------------------------------------ | ---------- | --------------------- | ---------------- | --------------------------------- | ------------------ | ------------------------------------------- |
| Villedieu-les-Poêles-Rouffigny (bureau centralisateur) | 50639      | CC Villedieu Intercom | 14,77            | 3 845 (2022)                      | 260                | modifier les données · modifier les données |
| Beslon                                                 | 50048      | CC Villedieu Intercom | 17,24            | 550 (2022)                        | 32                 | modifier les données · modifier les données |
| La Bloutière                                           | 50060      | CC Villedieu Intercom | 9,31             | 430 (2022)                        | 46                 | modifier les données · modifier les données |
| Boisyvon                                               | 50062      | CC Villedieu Intercom | 3,85             | 100 (2022)                        | 26                 | modifier les données · modifier les données |
| Bourguenolles                                          | 50069      | CC Villedieu Intercom | 7,65             | 343 (2022)                        | 45                 | modifier les données · modifier les données |
| Champrepus                                             | 50118      | CC Villedieu Intercom | 9,12             | 322 (2022)                        | 35                 | modifier les données · modifier les données |
| La Chapelle-Cécelin                                    | 50121      | CC Villedieu Intercom | 5,22             | 244 (2022)                        | 47                 | modifier les données · modifier les données |
| Chérencé-le-Héron                                      | 50130      | CC Villedieu Intercom | 9,54             | 438 (2022)                        | 46                 | modifier les données · modifier les données |
| La Colombe                                             | 50137      | CC Villedieu Intercom | 14,37            | 627 (2022)                        | 44                 | modifier les données · modifier les données |
| Coulouvray-Boisbenâtre                                 | 50144      | CC Villedieu Intercom | 17,25            | 529 (2022)                        | 31                 | modifier les données · modifier les données |
| Fleury                                                 | 50185      | CC Villedieu Intercom | 12,60            | 1 085 (2022)                      | 86                 | modifier les données · modifier les données |
| Le Guislain                                            | 50225      | CC Villedieu Intercom | 5,39             | 139 (2022)                        | 26                 | modifier les données · modifier les données |
| La Haye-Bellefond                                      | 50234      | CC Villedieu Intercom | 2,82             | 67 (2022)                         | 24                 | modifier les données · modifier les données |
| La Lande-d'Airou                                       | 50262      | CC Villedieu Intercom | 15,10            | 535 (2022)                        | 35                 | modifier les données · modifier les données |
| Margueray                                              | 50291      | CC Villedieu Intercom | 4,64             | 117 (2022)                        | 25                 | modifier les données · modifier les données |
| Maupertuis                                             | 50295      | CC Villedieu Intercom | 5,41             | 147 (2022)                        | 27                 | modifier les données · modifier les données |
| Montabot                                               | 50334      | CC Villedieu Intercom | 11,56            | 272 (2022)                        | 24                 | modifier les données · modifier les données |
| Montbray                                               | 50338      | CC Villedieu Intercom | 14,04            | 325 (2022)                        | 23                 | modifier les données · modifier les données |
| Morigny                                                | 50357      | CC Villedieu Intercom | 4,35             | 70 (2022)                         | 16                 | modifier les données · modifier les données |
| Percy-en-Normandie                                     | 50393      | CC Villedieu Intercom | 48,32            | 2 628 (2022)                      | 54                 | modifier les données · modifier les données |
| Saint-Martin-le-Bouillant                              | 50518      | CC Villedieu Intercom | 12,37            | 312 (2022)                        | 25                 | modifier les données · modifier les données |
| Saint-Maur-des-Bois                                    | 50521      | CC Villedieu Intercom | 4,97             | 157 (2022)                        | 32                 | modifier les données · modifier les données |
| Saint-Pois                                             | 50542      | CC Villedieu Intercom | 7,78             | 462 (2022)                        | 59                 | modifier les données · modifier les données |
| Sainte-Cécile                                          | 50453      | CC Villedieu Intercom | 11,29            | 785 (2022)                        | 70                 | modifier les données · modifier les données |
| Le Tanu                                                | 50590      | CC Villedieu Intercom | 10,12            | 421 (2022)                        | 42                 | modifier les données · modifier les données |
| La Trinité                                             | 50607      | CC Villedieu Intercom | 9,16             | 401 (2022)                        | 44                 | modifier les données · modifier les données |
| Villebaudon                                            | 50637      | CC Villedieu Intercom | 5,69             | 325 (2022)                        | 57                 | modifier les données · modifier les données |
| Canton de Villedieu-les-Poêles-Rouffigny               | 5027       |                       | 293,93           | 15 676 (2022)                     | 53                 | modifier les données                        |

## Démographie

### Démographie avant 2015
| 1962  | 1968  | 1975  | 1982  | 1990  | 1999  | 2006  | 2011  | 2012  |
| ----- | ----- | ----- | ----- | ----- | ----- | ----- | ----- | ----- |
| 8 029 | 7 994 | 7 980 | 8 278 | 8 155 | 7 993 | 8 031 | 8 257 | 8 246 |

### Démographie depuis 2015
En 2022, le canton comptait 15 676 habitants, en évolution de −0,38 % par rapport à 2016 (Manche : −0,31 %, France hors Mayotte : +2,11 %).
| 2013   | 2018   | 2022   |
| ------ | ------ | ------ |
| 15 755 | 15 669 | 15 676 |